# آنا أونتربيرجر
آنا أونتربيرجر هي ممثلة إيطالية ولدت في 23 سبتمبر 1985.

## سيرة شخصية
عندما كانت آنا طفلة عملت والدتها الدنماركية في المسرح مع أشخاص معاقين. عندما كانت في المدرسة الثانوية عرفت أنها تريد أن تصبح ممثلة  تعيش حاليًا في سالزبورغ أو فيينا أو برلين أو ميونيخ ، وتتنقل بينها كما تتطلب منها وظيفتها.

## مشوارها وظيفي
بعد الانتهاء دراستها ثانوية قامت بتمويل دراماها المبكرة وتدريبها الصوتي من خلال القيام بوظائف غريبة من عام 2005 إلى عام 2009 ذهبت إلى المدرسة معهد فيينا الموسيقي .  في بداية حياتها المهنية مثلت بمسرح الدولة بكوبنهاغن و مهرجان الصيف بكوتنغبرون و مسرح دراشنغاسه بفيينا . في عام 2008 ظهرت أيضًا في الإنتاج السينمائي و عامي 2009 و 2010 أصبحت عضوًا في فرقة مدرج سالزبورغر .